# Arnold Squitieri
Arnold Ezekiel Squitieri, detto Zeke e anche Bozey e Squitty (Englewood, 2 febbraio 1936 – Englewood, 27 gennaio 2022), è stato un mafioso statunitense, noto per aver ricoperto il ruolo di capo ad interim e sottocapo della famiglia Gambino.

## Carriera criminale

### Omicidio e condanne
Il 18 agosto 1970, Arnold "Zeke" Squitieri sparò cinque colpi contro Desiderio Caban, un tagliatore di tessuti, in una strada di East Harlem. Due agenti del Dipartimento di Polizia di New York (NYPD), uditi gli spari, inseguirono Squitieri in auto per sei isolati, finché lui non si fermò. Scendendo dalla macchina, Squitieri si avvicinò agli agenti dicendo:
Non preoccupatevi, è stato colpito solo al braccio. Lasciatemi andare; i ragazzi si prenderanno cura di voi.
Una settimana dopo, il mafioso Alphonse Sisca incontrò uno degli agenti e offrì una tangente di 5.000 dollari per chiudere un occhio sull'accaduto. I poliziotti accettarono l'offerta e cancellarono il nome di Squitieri dal rapporto sull'omicidio di Caban. Tuttavia, quando la corruzione venne alla luce, gli agenti furono incriminati e Squitieri si diede alla fuga. Nel gennaio 1972, si consegnò infine alle autorità.
Nel 1973, mentre era in attesa di processo per l'omicidio di Caban, Squitieri e sua moglie Marie furono accusati di non aver presentato le dichiarazioni dei redditi federali per tre anni, nascondendo 200.000 dollari su conti bancari intestati a nomi fittizi. Per queste violazioni fiscali, Squitieri fu condannato a quattro anni di carcere.
Il 14 marzo 1973, Squitieri si dichiarò colpevole di omicidio colposo di primo grado per l'uccisione di Caban del 1970 e venne successivamente condannato a otto anni di reclusione in un carcere statale.

### Rilascio e promozione
Nel maggio del 1981, Squitieri uscì di prigione e riprese rapidamente le sue attività criminali, iniziando a trafficare stupefacenti per conto della fazione di John Gotti nel New Jersey. Già nel 1982, Squitieri riceveva forniture di eroina direttamente da Angelo Ruggiero e Gene Gotti. Quando nel 1986 John Gotti prese il controllo della famiglia Gambino, dopo l’eliminazione di Paul Castellano, Squitieri fu ufficialmente “fatto” (made) membro della famiglia mafiosa.
Nel 1988, Squitieri fu condannato a Camden, New Jersey, per cospirazione finalizzata alla distribuzione di eroina, e ricevette una pena superiore agli undici anni di carcere. Nel 1999, il boss John Gotti lo promosse al ruolo di sottocapo. Il 13 marzo dello stesso anno, Squitieri fu rilasciato dalla prigione. Nel 2002, dopo l’arresto del boss ad interim Peter Gotti, Squitieri assunse la posizione di nuovo reggente della famiglia Gambino.
Durante il periodo di libertà vigilata, Squitieri ricevette in dono un televisore a schermo piatto dall’agente sotto copertura dell'FBI Joaquín "Jack" García. Una sera, guardando un episodio della serie I Soprano (stagione 5, episodio 4, dal titolo La mossa migliore), rimase colpito da una trama inquietante: il boss Anthony Soprano, per liberarsi di un membro scomodo della famiglia, gli fa recapitare un televisore rubato e poi organizza una visita del funzionario di sorveglianza per farlo arrestare per possesso di merce rubata. Terminata la puntata, Squitieri, spaventato dall’evidente parallelo con la sua situazione, si sbarazzò immediatamente del televisore e ne acquistò uno nuovo con i propri soldi.

### Scontro con i Rudaj
Nei primi anni 2000, Squitieri si trovò a dover fronteggiare l’intrusione delle bande albanesi nel redditizio giro delle scommesse clandestine nel Queens. La minaccia principale proveniva dall’organizzazione criminale dei Rudaj, conosciuta anche come "The Corporation", guidata dal boss Alex Rudaj. In un primo momento, Gregory DePalma riuscì a gestire alcune dispute minori con questi gruppi, ma col tempo la Corporation si fece sempre meno incline a collaborare.
Nel settembre 2005, Squitieri organizzò un incontro con i Rudaj presso una stazione di servizio nel New Jersey. Quando i mafiosi albanesi arrivarono, furono accolti da venti uomini armati della famiglia Gambino. L’agente sotto copertura dell’FBI, noto come Jack Falcone, racconta nel suo libro che Squitieri si rivolse agli uomini della Corporation con parole secche:
Vi siete presi quello che vi siete presi, e finisce qui, altrimenti ci saranno problemi.
I Gambino erano in netta superiorità numerica: 20 contro 6. In risposta, Alex Rudaj ordinò a uno dei suoi di sparare a un serbatoio di benzina nel caso in cui la situazione degenerasse in uno scontro a fuoco. Alla fine, Rudaj preferì seguire i consigli ricevuti e smise di interferire con gli affari della famiglia Gambino.

## Arresto e condanna
Il 9 marzo 2005, Arnold Squitieri fu arrestato con l'accusa di estorsione ai danni di diverse imprese edili nella contea di Westchester (New York), a Mineola (New York) e nel New Jersey. Il 15 giugno, uno Squitieri visibilmente commosso si dichiarò colpevole di gestione di un giro di scommesse illegali e di evasione fiscale. Il 28 giugno 2006, fu condannato a una pena di poco superiore ai sette anni di carcere federale.
Squitieri scontò la sua pena presso il Devens Federal Medical Center (FMC) in Massachusetts, una struttura penitenziaria specializzata in cure mediche. Fu rilasciato il 7 dicembre 2012.

## Morte
È morto il 27 gennaio 2022, all'età di 85 anni.